# 3045 Alois
A 3045 Alois (ideiglenes jelöléssel 1984 AW) a Naprendszer kisbolygóövében található aszteroida. J. Wagner fedezte fel 1984. január 8-án.